# Karl Lachmann
Karl Konrad Friedrich Wilhelm Lachmann (Brunswick, 4 de março de 1793 — Berlim, 13 de março de 1851) foi um filólogo e crítico alemão.

## Formação
Quando ingressou no exército prussiano em 1815, Lachmann já havia estudado em Leipzig e Göttingen.[carece de fontes?]

## Trabalho
Em 1825 passou a lecionar filologia em Berlim.[carece de fontes?]

## Obras
Nos anos de 1816 e 1817, publicou trabalhos sobre os princípios fonéticos e métricos do alto alemão médio, elucidando-os.[carece de fontes?] Além disso, lançou as bases da moderna análise crítica de textos,[carece de fontes?] da qual é considerado fundador.
Dedicando-se ao estudo dos clássicos,[carece de fontes?] publicou Considerações sobre a Ilíada de Homero (1837), afirmando que esta obra compõe-se de dezesseis camadas básicas que, aumentadas ou sintetizadas, alternam-se e interpolam-se. Essa teoria (atualmente abandonada[carece de fontes?]) influenciou durante muito tempo a crítica de Homero.
Além de duas edições críticas do Novo testamento (1831 e 1842/50), Lachmann deixou Catullus, Tibullus (ambos de 1829), Genesius (1834), Terentianus Maurus (1836), Gaius (1841/42), entre outras obras.[carece de fontes?] Em 1829 traduziu Macbeth, de Shakespeare.[carece de fontes?] Lucretius, obra essencial para estudos latinos,[carece de fontes?] ocupou seus últimos anos.

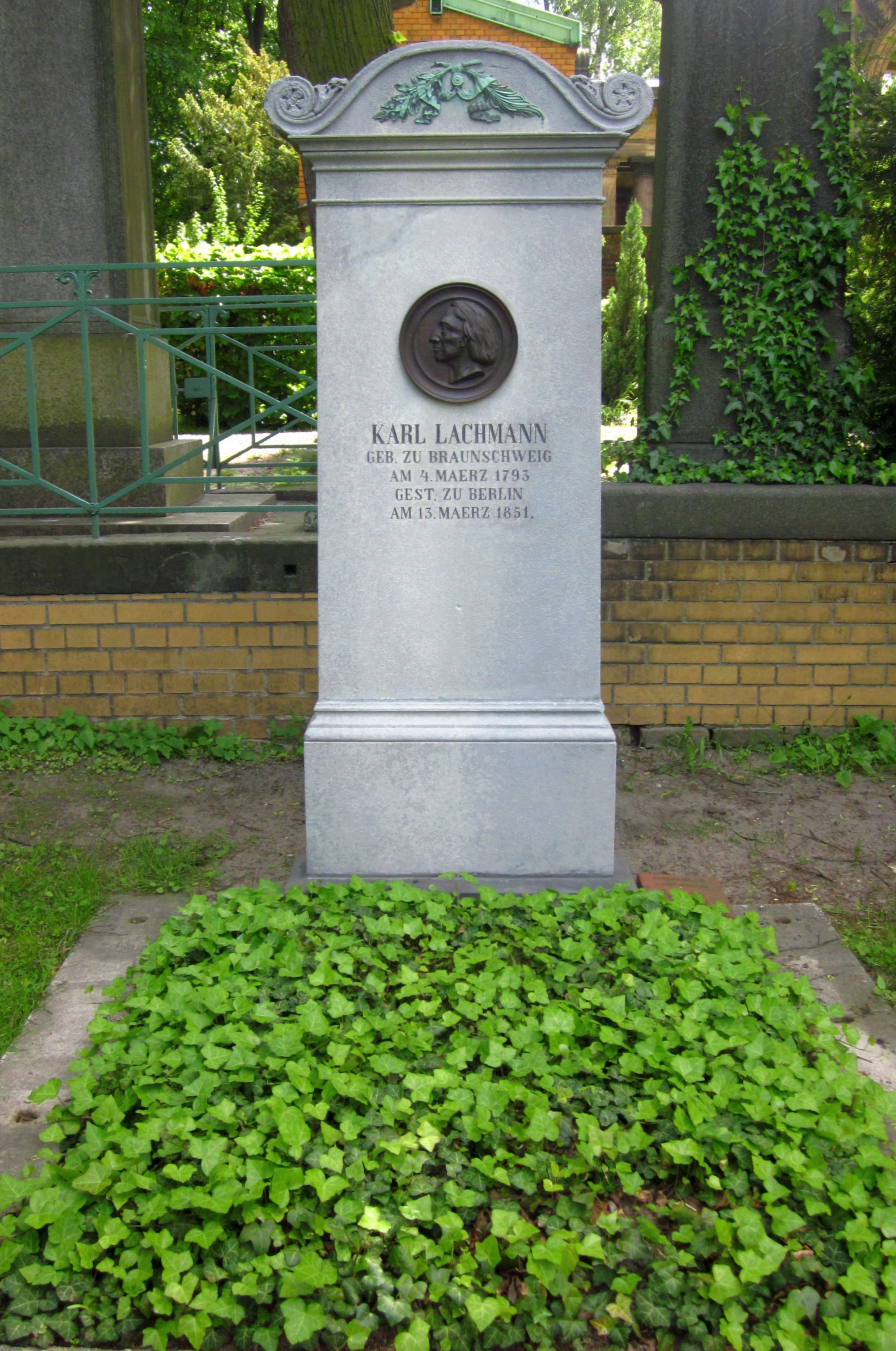
Sepultura de Lachmann no Dreifaltigkeitskirchhof II em Berlim